# 日本監査役協会
公益社団法人日本監査役協会（にほんかんさやくきょうかい、英語表記：Japan Audit & Supervisory Board Members Association）とは、日本に本社又は活動拠点を持つ主要企業・団体の監査役、監査委員、監査等委員、監事等を会員とする公益法人である。

## 概要
1974年に監査役の使命を昂揚し、監査役の資質向上と監査機能の発揮を推進するための、事業活動を行うことを目的として設立。2011年9月1日より公益社団法人に移行。
監査役・監査委員・監査等委員・監事として必要な知識の習得や監査技術の向上を図るため、年2回の全国会議の開催や会社の規模や業種により幅のある監査役のニーズに応えることを目的とした研修会・講演会を多数開催しているほか、会員により構成される参加者交流型研修「監査実務部会」を通じて監査役に不可欠な実務情報交換の機会を提供している。また、監査役・監査委員・監査等委員の行動指針として「監査役・監査委員会・監査等委員会監査（等）基準」、「内部統制システムに係る監査の実施基準」を制定しているほか、監査役制度の実効性を高めるべく関係当局・諸団体に対する意見具申も行っている。さらに、近時は、監査の実効性向上のために、各企業の監査役・監査委員会・監査等委員会スタッフを対象とした事業も行っている。

## 沿革
- 1969年（昭和44年）1月　社団法人商事法務研究会内に「監査役センター」設立
- 1969年（昭和44年）5月　機関誌として「月刊監査役」創刊号を発行
- 1973年（昭和48年）9月　日本監査役協会設立発起人会開催
- 1974年（昭和49年）2月　日本監査役協会創立総会（初代会長鈴木竹雄）
- 1974年（昭和49年）5月　法務大臣より社団法人日本監査役協会設立許可
- 1975年（昭和50年）11月　関西支部事務所を開設
- 1996年（平成8年）　2月　中部支部事務所を開設
- 2009年（平成21年）1月　九州支部事務所を開設
- 2011年（平成23年）9月  公益社団法人に移行

約7,600社　約9,500名が会員として登録（2023年8月現在）

## 理念
監査役の理念
「監査役はコーポレート・ガバナンスを担うものとして、公正不偏の姿勢を貫き、広く社会と企業の健全かつ持続的な発展に貢献する。」
日本監査役協会の理念
「当協会はわが国の監査役制度の信頼性と有用性を広く内外に掲げ、監査役の使命を高揚し、良質なコーポレート・ガバナンスの確立をもって、豊かなグローバル社会の実現を目指す。」

## 歴代会長
| 代数 | 歴代会長 | 所属企業                         | 在任期間               |
| ---- | -------- | -------------------------------- | ---------------------- |
| 初代 | 鈴木竹雄 | 東京大学名誉教授                 | 1974年2月～1978年8月   |
| 2代  | 中野拙三 | 東京電力常任監査役               | 1978年8月～1981年7月   |
| 3代  | 大島寛一 | 新日本製鐵常任監査役             | 1981年7月～1987年10月  |
| 4代  | 小池明   | 日本電気監査役                   | 1987年10月～1991年10月 |
| 5代  | 水野渡   | 東京電力常任監査役               | 1991年10月～1993年10月 |
| 6代  | 宮内康夫 | 日立製作所監査役                 | 1993年10月～1995年10月 |
| 7代  | 沼田順二 | トヨタ自動車常勤監査役           | 1995年10月～1996年10月 |
| 8代  | 大森茂   | 新日本製鐵常任監査役             | 1996年10月～1999年10月 |
| 9代  | 井上輝一 | トヨタ自動車常勤監査役           | 1999年10月～2001年10月 |
| 10代 | 吉井毅   | 新日本製鐵常任監査役             | 2001年10月～2004年10月 |
| 11代 | 笹尾慶蔵 | 旭有機材工業監査役               | 2004年10月～2007年10月 |
| 12代 | 関哲夫   | 新日本製鐵常任監査役             | 2007年10月～2008年10月 |
| 13代 | 築舘勝利 | 東京電力常任監査役               | 2008年10月～2011年5月  |
| 14代 | 太田順司 | 新日本製鐵常任監査役             | 2011年5月～2014年11月  |
| 15代 | 広瀬雅行 | 日本取引所グループ取締役監査委員 | 2014年11月～2017年11月 |
| 16代 | 岡田譲治 | 三井物産株式会社常勤監査役       | 2017年11月～2019年11月 |
| 17代 | 後藤敏文 | 三菱重工業株式会社常勤監査等委員 | 2019年11月～2021年11月 |
| 18代 | 松野正人 | 日本製鉄株式会社監査等委員       | 2021年11月～2023年11月 |
| 19代 | 塩谷公朗 | 三井物産株式会社常勤監査役       | 2023年11月～           |

## 活動状況・対外発信

### 活動状況

#### 監査役監査基準・監査委員会監査基準・監査等委員会監査等基準の策定
- 監査役監査基準／内部統制システムに係る監査の実施基準
- 監査委員会監査基準／内部統制に係る監査委員会監査の実施基準
- 監査等委員会監査等基準／内部統制システムに係る監査等委員会監査の実施基準

#### 監査報告のひな型
- 監査報告のひな型

#### 研修会
監査役の職務を遂行する上で重要な会社法・会計・監査実務等に関するセミナー。毎月2～3回開催、講師は大学教授、弁護士、公認会計士、実務家等。毎年、約40講座、のべ約40000人の監査役が参加。

#### 監査役監査基準・監査役会規則・監査報告書の理解
- 法律基礎講座
- 法律講座
- 会計基礎講座
- 会計講座
- リスクマネジメント講座
- その他

#### 講演会
- 政治・経済等、幅広いテーマで開かれている。
- 中小規模会社の監査実務が焦点の講演会も別途開催。

#### 情報交換会（会員限定）
- 監査役・監査委員・監査等委員・監事の実務情報交換・意見交換の場として運営されている。
- 業種・資本金規模ごとにグループを分け、全国の主要都市において、約50のグループが活動している。

#### 月刊監査役
監査役の資質向上、監査役に対する実務情報の提供、監査役制度の強化・普及のため毎月発行されている。

#### 監査役小六法
監査役の業務に必要な会社法等の法律を収録した法令集。

#### その他刊行物
- 監査役監査実施要領　具体的な監査実務の方法が詳細に記されている。
- 新任監査役ガイド　　新たに就任した監査役に必要な基本的知識が記されている。

#### 役員人材バンク（会員限定）
協会登録監査役・監査委員及びそのOBで、社外役員に就任する意思のある者のリストを掲載し、社外役員を必要とする会社が無料で自由にリストを検索閲覧できるシステム。

#### 月例相談室（会員限定）
日常の監査実務遂行上、法律解釈に疑問が生じた場合、法律専門家より直接助言が得られるよう月例相談室を開設。対面での相談。

#### 法的サポート相談室（会員限定）
法律専門家から直接助言を得られるよう法的サポート相談室を開設。電話での相談。

#### Net相談室（会員限定）
HP上に「Net相談室」が常時開設されている。会員からの監査実務に関する相談をネット上にて受付けており、大学教授、監査役ＯＢによって回答される。質問と回答内容は、データベース化され会員向けに公開されている。

#### 監査役全国会議
全会員を対象に毎年春・秋２回開催されている。各界の権威者による講演、監査役による監査役監査事例報告等があり、近年は毎回約2,000名の監査役、監査委員、監査等委員、監事が参加している。

### 対外発信

#### 近年発生した大型企業不祥事に対して
- 公認会計士協会との共同声明「企業統治の一層の充実へ向けた対応について」（2012.3）
- 会員向け声明「最近の企業不祥事について」（2011.12）
- 会長声明 「最近の企業不祥事について」（2018.10.10）

#### 建議・提言
- 法務省民事局参事官室「会社法制の見直しに関する中間試案」に対する意見（2012.1.31）
- 日本公認会計士協会の公開草案「監査役等とのコミュニケーション（中間報告）」及び「内部統制の不備に関するコミュニケーション（中間報告）」に対する意見（2010.6）
- 日本公認会計士協会「監査・保証実務委員会報告第75号「監査報告書作成に関する実務指針」（公開草案）」に対する意見（2008.3）
- 企業会計審議会内部統制部会「財務報告に係る内部統制の評価及び監査に関する実施基準（公開草案）」に対する意見（2006.12）

#### 調査・研究
コーポレート・ガバナンスに関する有識者懇談会
- 「有識者懇談会の答申に対する最終報告書」（2010.4）
- 「上場会社に関するコーポレート・ガバナンス上の諸課題について」（2009.3）
- 「インターネット・アンケート（定時株主総会前後の役員等の構成の変化などに関するアンケート集計結果）」（毎年1回）

会計監査に関する報告書
- 「会計基準の国際化に伴う企業への影響と監査役の実務対応　その3」（2011.9）
- 「会計監査人との連携に関する実務指針」（2011.8）
- 「監査役若しくは監査役会又は監査委員会と監査人との連携に関する共同研究報告」（2009.7）

各種委員会・研究会報告
- 「監査役に期待されるITガバナンスの実践」（ITガバナンス研究会、2011.8）
- 「監査役制度を巡る諸問題について―ドイツ法及びEU法からのアプローチ―」（同志社大学監査制度研究会と関西支部監査実務研究会との共同研究会、2011.7）
- 「監査役設置会社と委員会設置会社の比較検討―監査のベスト・プラクティスを求めて―」（ケース・スタディ委員会、2010.10）